# Aubrey Funga
Aubrey Funga (sinh ngày 28 tháng 6 năm 1990) là một cầu thủ bóng đá người Zambia.

## Sự nghiệp
Khởi đầu ở Nkana F.C., Funga sớm gia nhập Nchanga Rangers F.C. trước khi trải qua 3 mùa giải tại Zanaco F.C.. He performed well cho đội bóng, ghi 24 bàn ở đó. Không lâu sau, tiền đạo ký bản hợp đồng 4 năm để thi đấu cho Ajax Cape Town F.C. của Giải bóng đá ngoại hạng Nam Phi. Tại đây, anh từng cố gắng thu hẹp khoảng cách xuống còn 2-1 trước Maritzburg United F.C.. Cuối cùng, Funga được câu lạc bộ giải phóng và chuyển đến Lusaka Dynamos của Giải bóng đá ngoại hạng Zambia ở kỳ chuyển nhượng giữa mùa.